# Грядовое Побужье
Грядовое Побужье (укр. Грядове Побужжя) — юго-западная часть Надбужанской котловины (часть Малого Полесья). Расположено к северу и востоку от Львова. Характеризуется наличием ряда возвышений в виде пологих гряд, которые тянутся с запада на восток в основном параллельно друг другу. Грядовое Побужье является относительно низинной областью, отделённой сравнительно обрывистыми уступами от Расточья, Львовского плато и частично Львовского Ополья. Всего выделяют семь таких гряд. Их названия связаны с названиями населённых пунктов (с севера на юг): Смерековская, Куликовская (Дорошевская), Грядетская, Малеховская (Дублянская), Винниковская, Дмитровичская (Чижиковская), Звенигородская.
Гряды чередуются с широкими долинами и постепенно опускаются в их сторону. По долинам протекают реки Ременовка (Думный Поток), Капеловка, Полтва и другие (все — притоки Западного Буга).